# La Roque-Esclapon
La Roque-Esclapon este o comună în departamentul Var din sud-estul Franței. În 2009 avea o populație de 239 de locuitori.

## Evoluția populației
| An        | 1975 | 1982 | 1990 | 1999 | 2006 | 2009 |
| --------- | ---- | ---- | ---- | ---- | ---- | ---- |
| Populație | 122  | 136  | 150  | 192  | 231  | 239  |